# Veerle Rots
Veerle Rots (Leuven, 1974) is een Belgische archeologe. Ze is professor aan de Université de Liège en leidt er het onderzoekscentrum TraceoLab.

## Loopbaan
Rots studeerde archeologie aan de KU Leuven (1992-1996) en doctoreerde bij Pierre Vermeersch op het bevestigen (hafting) van stenen werktuigen (bv. heften en projectielpunten, bevestigd met huiden, harslijm, touw, enz.). Ze promoveerde in 2002 met een proefschrift waarin ze een methodologie ontwikkelde om montages te achterhalen op basis van microscopische gebruikssporen. In haar postdoctoraal onderzoek (2002-2011), ondersteund door het Bijzonder Onderzoeksfonds en FWO-Vlaanderen, paste ze de ontwikkelde methodologie toe. Wereldwijd vond de methodologie ingang om systematisch te bepalen of en hoe een stenen werktuig gemonteerd was. In deze periode was ze ook gastdocent aan het Departement Archeologie van de KU Leuven (2005-2011).
In 2011 kreeg Rots een vaste aanstelling aan de ULiège. Het volgende jaar won ze een beurs van de Europese onderzoeksraad (ERC), waarmee ze het onderzoekscentrum TraceoLab oprichtte. Dat laboratorium onderzoekt gebruiksslijtage en residuen en voert ballistische en andere experimenten uit.
Rots heeft veldwerk gedaan in België, Egypte, Soedan, Ethiopië, Turkije, Polen, Zuid-Afrika, Zambia en Marokko. Ook onderzocht ze materiaal uit diverse sites. In 2013 identificeerde ze 250.000 jaar oude sporen van bevestigingstechnieken uit Biache-Saint-Vaast, de oudste ooit gevonden. In 2020 identificeerde ze een 300.000 jaar werpstok uit Schöningen, een periode waaruit haast geen gemonteerde wapens zijn bewaard. Door haar materiaalonderzoek hoopt Veerle Rots beter zicht te krijgen op de levenswijze van moderne prehistorische mensen en hun cognitieve capaciteiten.
In 2022 won ze de Francquiprijs.

## Publicatie
- Prehension and Hafting Traces on Flint Tools: A Methodology, 2010. ISBN 9058678016

## Voetnoten
1. ↑  Rots, V. (2013). Insights into early Middle Palaeolithic tool use and hafting in Western Europe: the functional analysis of level IIa of the early Middle Palaeolithic site of Biache-Saint-Vaast (France). Journal of Archaeological Science, 40, 497-506. DOI:10.1016/j.jas.2012.06.042
2. ↑  Conard, N. J., Serangeli, J., Bigga, G., & Rots, V. (2020). A 300.000 old throwing stick from the Palaeolithic site of Schöningen, northern Germany documents the evolution of human hunting. Nature Ecology and Evolution. DOI:10.1038/s41559-020-1139-0

- Bibsys: 11021683
- Bibliothèque nationale de France: cb16554962w (data)
- CiNii: DA17199051
- International Standard Name Identifier: 0000 0001 0835 9470
- Library of Congress Control Number: no2010193402
- Nationale Bibliotheek van Israël: 987007461933905171
- Nederlandse Thesaurus van Auteursnamen: 340476729
- ORCID: 0000-0002-6404-3160
- ResearcherID: D-2296-2018
- Système universitaire de documentation: 147463319
- Virtual International Authority File: 160854716